# Спиноса (Мантова)
Спиноса је насеље у Италији у округу Мантова, региону Ломбардија.
Према процени из 2011. у насељу је живело 108 становника. Насеље се налази на надморској висини од 29 м.